# Federación de Agencias de Bienestar protestantes
La Federación de Agencias de Bienestar protestantes (en inglés: Federation of Protestant Welfare Agencies) es una institución de servicios sociales ubicada en Nueva York, Nueva York. La Federación de Agencias de Bienestar protestantes se encuentra inscrita como un Hito Histórico Neoyorquino en la Comisión para la Preservación de Monumentos Históricos de Nueva York al igual que en el Registro Nacional de Lugares Históricos desde el 4 de junio de 1973. Gibson, Robert Williams; Stent y Edward J. Neville fueron los arquitectos de la Federación de Agencias de Bienestar protestantes.

## Ubicación
La Federación de Agencias de Bienestar protestantes se encuentra dentro del condado de Nueva York en las coordenadas 40°44′44″N 73°59′14″O / 40.745556, -73.987222.